# Martien Meiland

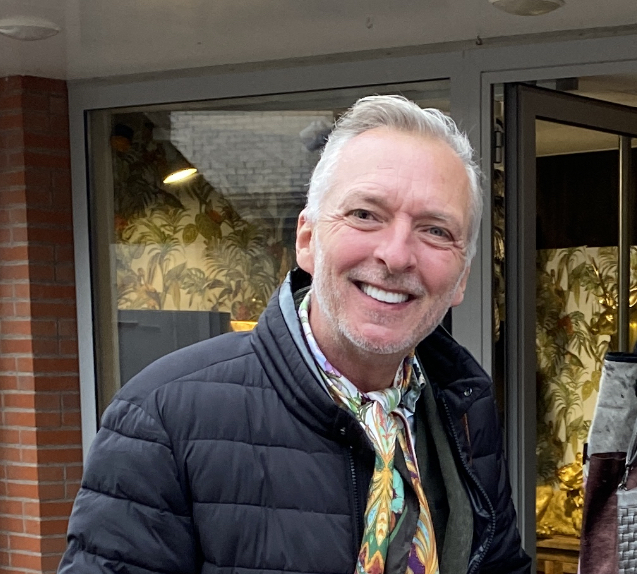
Martien Meiland, 2022

Martien Meiland (* 26. August 1961 in Noordwijkerhout) ist ein niederländischer Möbelhändler, Reality-Show-Teilnehmer und Fernsehmoderator.

## Leben und Werk
Durch einen Unfall mit einer Schere ist Martien Meiland seit seiner Kindheit auf dem rechten Auge blind. Nach seiner Schulzeit arbeitete er als Friseur, Koch und Verkäufer. Von 1995 bis 2006 betrieb er zunächst allein ein Einrichtungshaus, dann von 2010 bis 2018 mit seiner Tochter in Noordwijk. Meiland erreichte Bekanntheit durch seine Teilnahme an der Reality-Fernsehsendung Ik vertrek (deutsch Ich gehe), in der sich Meiland mit seiner Familie im Jahr 2007 in Frankreich ein neues Leben aufbaute. Hier hatten sie ein Schloss gekauft und es in eine Bed and Breakfast-Unterkunft umgebaut. Zwei Jahre später kehrte die Familie in die Niederlande zurück.
2019 drehte Talpa Media mit der Familie Meiland die Reality-Serie Chateau Meiland, in der wieder der Umbau eines Schlosses in ein Bed and Breakfast thematisiert wurde. Die Serie wird in den Niederlanden auf SBS6 und in Belgien auf VIJF tv gezeigt. Für die Sendung wurde Meiland im Oktober 2019 mit dem niederländischen Fernsehpreis Gouden Televizier-Ring ausgezeichnet. Seit Juli 2019 schreibt Meiland eine Kolumne für das Wochenblatt Privé. Im September 2019 trat er als Mitglied der Jury in der Sendung Ranking the Stars auf RTL 5 auf. Seit Oktober 2019 moderiert Meiland die Fernsehreihe Cash or Trash auf SBS6, eine niederländische Adaption von Bares für Rares.

## Privates
Martien und Erica Meiland heirateten im Juni 1985, ihrer Verbindung entstammen zwei Töchter. Nach 26 Jahren ließ sich das Ehepaar scheiden, nachdem sich Martien Meiland geoutet hatte.
Das Paar heiratete erneut im Januar 2019.